# Luka Milivojević
Luka Milivojević (în sârbă Лука Миливојевић, pronunțat [lûːka miliʋǒːjeʋitɕ]; n. 7 aprilie 1991, Kragujevac, Iugoslavia) este un fotbalist sârb, care joacă pe post de mijlocaș la Al Ahli Club în UAE Football League. Pe plan internațional, are prezențe la națională pentru Serbia U21⁠(d), Serbia și Serbia U19⁠(d).
Și-a început cariera cu Radnički Kragujevac și apoi a jucat pentru Rad înainte de a semna cu Steaua Roșie Belgrad în ianuarie 2012. El a câștigat ulterior Prima Ligă Belgiană cu Anderlecht și de două ori Superliga Greciei cu Olympiacos, apoi a fost transferat de Crystal Palace în ianuarie 2017 pentru 16 milioane de euro. Milivojević și-a făcut debutul pentru Echipa națională a Serbiei în 2012 și a făcut parte din lotul lor la Campionatul Mondial din 2018.

## Cariera pe echipe

### Primii ani
Primul sezon al lui Milivojević, ca jucător profesionist, a fost la clubul său local, Radnički Kragujevac, în sezonul 2007-2008, după care a jucat în Liga de Vest a Serbiei. La sfârșitul acelui sezon a fost transferat de echipa de primă ligă Rad, și a intrat în lotul echipei mari în sezonul 2008-2009. La Radnički a jucat ca mijlocaș dreapta.

### Steaua Roșie Belgrad
Pe 19 decembrie 2011 Milivojević a semnat un contract cu Steaua Roșie Belgrad. Sosirea sa la Steaua Roșie s-a datorat în mare măsură dorinței antrenorului Robert Prosinečki, care credea că Milivojević avea un potențial mare. Pe 17 noiembrie 2012, Milivojević a înscris un gol impresionant împotriva rivalilor din oraș, Partizan.

### Anderlecht
La 26 iulie 2013, Milivojević a semnat un contract pe cinci ani cu belgienii de la Anderlecht. La 1 septembrie 2014, a fost anunțat că Milivojević a fost împrumutat de Olympiacos de la Anderlecht.
După sezonul 2014-2015, Milivojević și-a reiterat dorința de a rămâne la Olympiacos. Cele două cluburi ar fi putut începe negocierile după încheierea sezonului; Milivojević a declarat că dorința sa a fost ca să rămână la Olympiacos. Conform știrilor din presa belgiană, Olympiacos trebuia să plătească prețul solicitat al lui Anderlecht pentru a realiza transferul permanent al lui Milivojević. Olympiacos negociat dur cu clubul belgian, deoarece era reticentă în a plăti suma de 2,7 milioane de euro pe care Anderlecht i-a cerut-o în schimbul lui Milivojević.

### Olympiacos
La 4 iunie 2015, Anderlecht a confirmat că a ajuns la un acord cu Olympiacos pentru transferul permanent al lui Milivojević. După expirarea împrumutului a semnat cu campioana Greciei de atunci un contract de patru ani, pentru o sumă de transfer de 2,3 milioane de euro. La 30 iunie 2015, Olympiacos a respins o ofertă de 5 milioane de euro din partea lui Fenerbahce.

### Crystal Palace

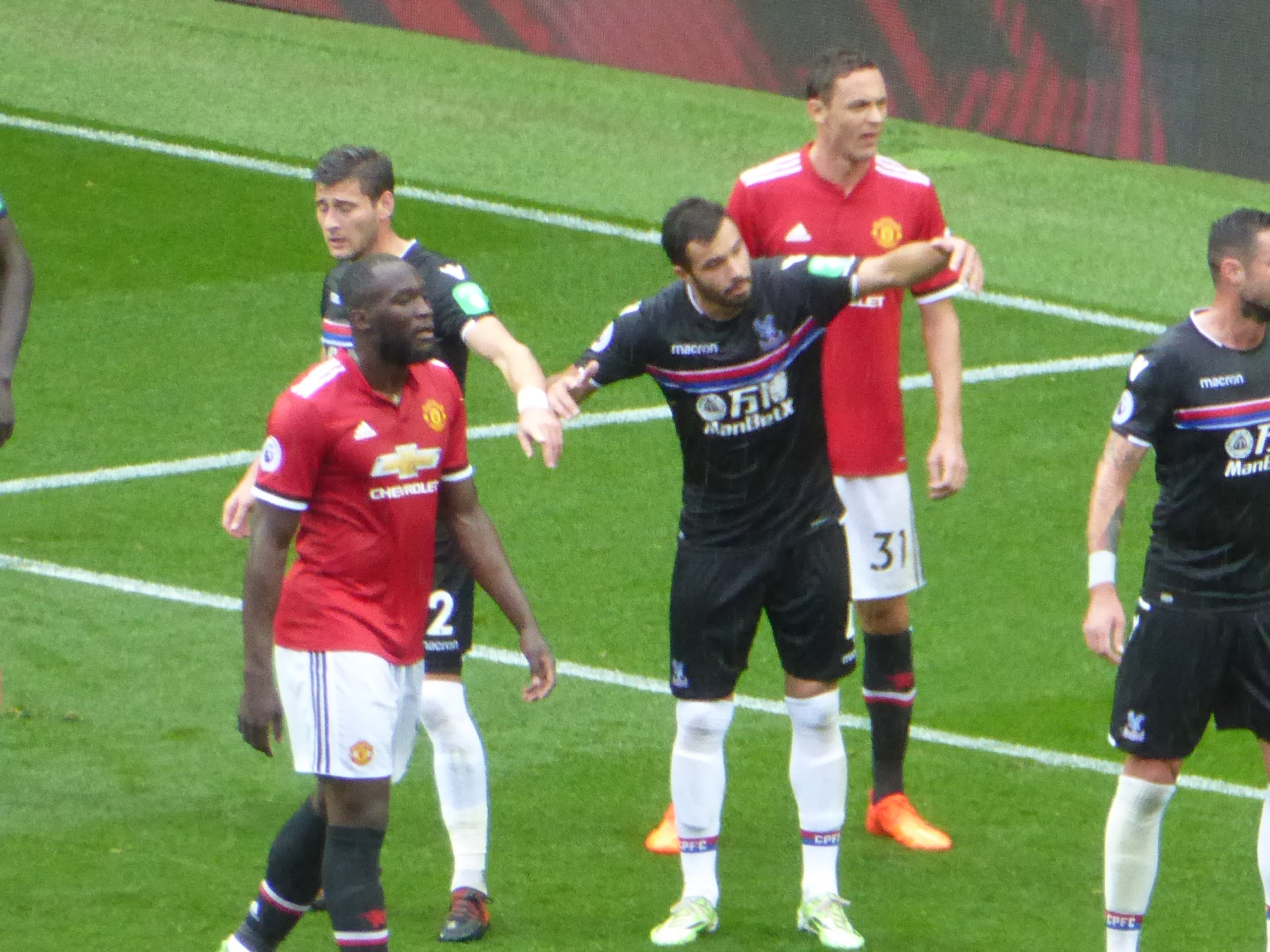
Milivojević într-un meci cu Manchester United

La 31 ianuarie 2017, Milivojević a semnat cu Crystal Palace un contract de trei ani și jumătate, transferul său fiind făcut în schimbul sumei de 16 milioane de euro. La 10 aprilie 2017, el a marcat primul său gol pentru Palace dintr-un penalty în victoria acasă cu 3-0 împotriva lui Arsenal, și a mai marcat un gol pe 14 mai într-o victorie scor 4-0 pe Selhurst Park împotriva lui Hull City, prin care echipa lui s-a salvat de la retrogradare în dauna lui Hull.
În sezonul 2017-2018, Milivojević a fost cel mai bun marcator al lui Crystal Palace cu 10 goluri, cu Vulturii revenindu-și din forma slabă demonstrată la începutul sezonului, terminând pe locul al unsprezecelea sub comanda lui Roy Hodgson. Este cunoscut ca fiind un bun executant al loviturilor de pedeapsă, marcând în nouă din cele zece ocazii în care a bătut un penalty pentru Palace; înainte de penaltiurile bătute pentru Palace el nu executase nicio astfel de lovitură în toate meciurile pe care le jucase în trecut la nivel profesionist. Penaltiul pe care l-a ratat a fost cel din data de 31 decembrie 2017 al remizei albe împotriva Manchester City, Ederson făcând o paradă pe final de meci pentru echipa care câștigase în toate cele 18 meciuri de dinaintea acestuia.
La 28 octombrie 2018, Milivojević a marcat două goluri din penalty într-un egal acasă, scor 2-2 cu Arsenal, terminând cu 12 victorii consecutive. În meciul din deplasare cu Manchester City de pe 22 decembrie, a marcat golful câștigător din penalty într-o victorie de 3-2 asupra deținătoarei titlului.

## Cariera la națională
A fost component al echipei naționale de fotbal a Republicii Serbia sub 21 de ani. El a fost chemat pentru echipa națională de fotbal a Serbiei la 29 septembrie 2011, pentru a se confrunta cu Italia și Slovenia în preliminariile UEFA Euro 2012. El a debutat pentru Serbia pe 14 noiembrie 2012 într-un meci amical cu Chile. La 6 octombrie 2017 a marcat primul gol pentru Serbia într-un meci de calificare la Campionatul Mondial cu Austria.
În iunie 2018, a fost inclus în lotul final de 23 de jucători pentru Campionatul Mondial din 2018, jucând în doua meciuri, împotriva lui Costa Rica și a Elveției.

## Statistici privind cariera

### Club
Până pe 12 mai 2019
| Club                 | Sezon         | Campionat              | Campionat | Campionat | Cupă națională | Cupă națională | Cupa Ligii | Cupa Ligii | Europa  | Europa | Altele  | Altele | Total   | Total  |
| Club                 | Sezon         | Divizie                | Meciuri   | Goluri    | Meciuri        | Goluri         | Meciuri    | Goluri     | Meciuri | Goluri | Meciuri | Goluri | Meciuri | Goluri |
| -------------------- | ------------- | ---------------------- | --------- | --------- | -------------- | -------------- | ---------- | ---------- | ------- | ------ | ------- | ------ | ------- | ------ |
| Radnički Kragujevac  | 2007–2008     | Liga de Vest a Serbiei | 5         | 1         | 0              | 0              | —          | —          | —       | —      | —       | —      | 5       | 1      |
| Rad                  | 2008–2009     | Superliga Serbiei      | 1         | 0         | 0              | 0              | —          | —          | —       | —      | —       | —      | 1       | 0      |
| Rad                  | 2009–2010     | Superliga Serbiei      | 9         | 0         | 0              | 0              | —          | —          | —       | —      | —       | —      | 9       | 0      |
| Rad                  | 2010–2011     | Superliga Serbiei      | 26        | 0         | 0              | 0              | —          | —          | —       | —      | —       | —      | 26      | 0      |
| Rad                  | 2011–2012     | Superliga Serbiei      | 13        | 3         | 1              | 0              | —          | —          | 4       | 0      | —       | —      | 18      | 3      |
| Rad                  | Total         | Total                  | 49        | 3         | 1              | 0              | —          | —          | 4       | 0      | —       | —      | 54      | 3      |
| Steaua Roșie Belgrad | 2011–2012     | Superliga Serbiei      | 11        | 1         | 3              | 0              | —          | —          | —       | —      | —       | —      | 14      | 2      |
| Steaua Roșie Belgrad | 2012–2013     | Superliga Serbiei      | 25        | 6         | 2              | 0              | —          | —          | 5       | 0      | —       | —      | 32      | 6      |
| Steaua Roșie Belgrad | 2013–2014     | Superliga Serbiei      | 0         | 0         | 0              | 0              | —          | —          | 1       | 0      | —       | —      | 1       | 0      |
| Steaua Roșie Belgrad | Total         | Total                  | 36        | 7         | 5              | 0              | —          | —          | 6       | 0      | —       | —      | 47      | 7      |
| Anderlecht           | 2013–2014     | Prima Ligă Belgiană    | 16        | 0         | 1              | 0              | —          | —          | 4       | 0      | 0       | 0      | 21      | 0      |
| Anderlecht           | 2014–2015     | Prima Ligă Belgiană    | 3         | 0         | 0              | 0              | —          | —          | 0       | 0      | 1       | 0      | 4       | 0      |
| Anderlecht           | Total         | Total                  | 19        | 0         | 1              | 0              | —          | —          | 4       | 0      | 1       | 0      | 25      | 0      |
| Olympiacos           | 2014–2015     | Superliga Greciei      | 23        | 2         | 7              | 4              | —          | —          | 7       | 0      | 0       | 0      | 37      | 6      |
| Olympiacos           | 2015–2016     | Superliga Greciei      | 22        | 3         | 3              | 0              | —          | —          | 6       | 0      | 0       | 0      | 31      | 3      |
| Olympiacos           | 2016–2017     | Superliga Greciei      | 17        | 6         | 1              | 0              | —          | —          | 8       | 0      | 0       | 0      | 26      | 6      |
| Olympiacos           | Total         | Total                  | 62        | 11        | 11             | 4              | —          | —          | 21      | 0      | 0       | 0      | 94      | 15     |
| Crystal Palace       | 2016–2017     | Premier League         | 14        | 2         | 0              | 0              | —          | —          | 0       | 0      | 0       | 0      | 14      | 2      |
| Crystal Palace       | 2017–2018     | Premier League         | 36        | 10        | 0              | 0              | 1          | 0          | 0       | 0      | 0       | 0      | 37      | 10     |
| Crystal Palace       | 2018–2019     | Premier League         | 38        | 12        | 3              | 0              | 1          | 0          | 0       | 0      | 0       | 0      | 42      | 12     |
| Crystal Palace       | Total         | Total                  | 88        | 24        | 3              | 0              | 2          | 0          | —       | —      | 0       | 0      | 93      | 24     |
| Total carieră        | Total carieră | Total carieră          | 259       | 46        | 21             | 4              | 2          | 0          | 35      | 0      | 1       | 0      | 317     | 50     |

### Meciuri la națională

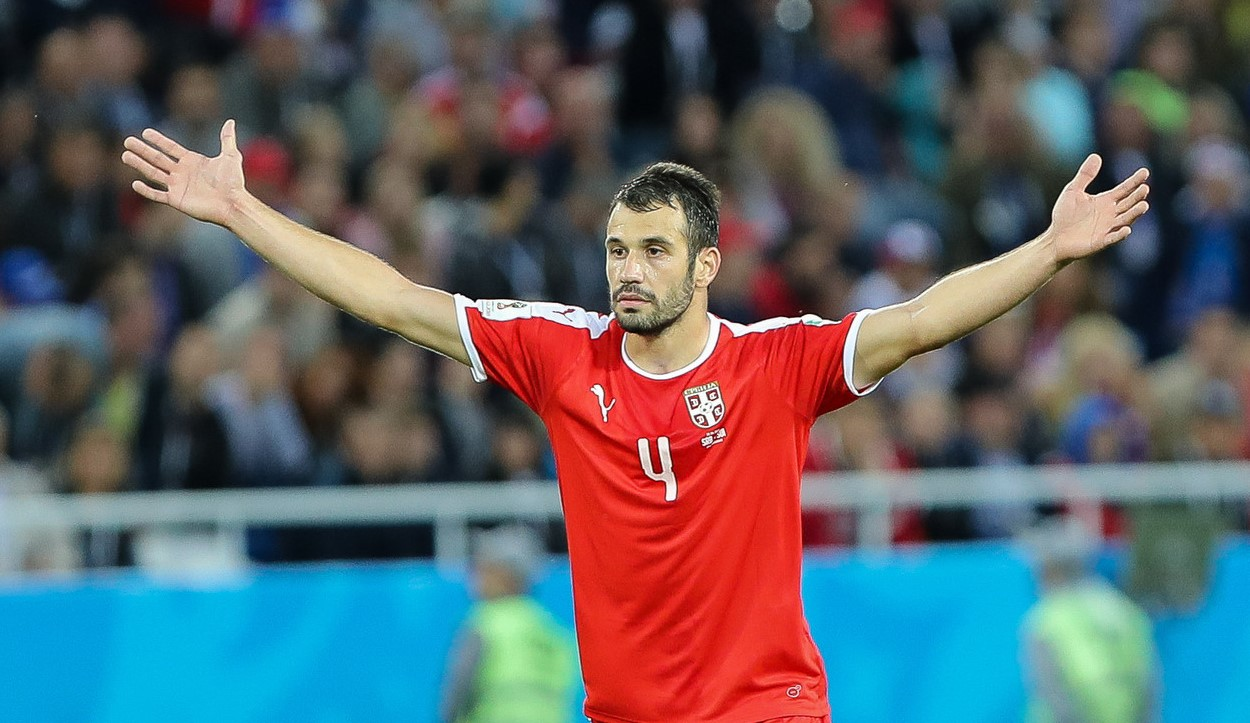
Milivojević la Campionatul Mondial din 2018

Până pe 27 iunie 2018 
| Serbia | Serbia  | Serbia |
| An     | Meciuri | Goluri |
| ------ | ------- | ------ |
| 2012   | 1       | 0      |
| 2013   | 6       | 0      |
| 2015   | 4       | 0      |
| 2016   | 8       | 0      |
| 2017   | 5       | 1      |
| 2018   | 6       | 0      |
| Total  | 30      | 1      |

### Gol la națională
Gol marcat pentru Serbia. 
| Nr | Dată             | Stadion                              | Adversar | Scor | Rezultat | Competiție                                   |
| -- | ---------------- | ------------------------------------ | -------- | ---- | -------- | -------------------------------------------- |
| 1. | 6 octombrie 2017 | Ernst-Happel-Stadion, Viena, Austria | Austria  | 1 -0 | 2-3      | Calificările la Campionatul Mondial din 2018 |

## Titluri

### Club
Steaua Roșie Belgrad
- Cupa Serbiei: 2011-2012

Anderlecht
- Prima Ligă Belgiană: 2013-2014
- Supercupa Belgiei: 2014

Olympiacos
- Superliga Greciei : 2014-2015, 2015-2016
- Cupa Greciei: 2014-2015

### Individual
- Echipa sezonului în Superliga Serbiei: 2011-2012, 2012-2013